# أرمن مصر
الأرمن في مصر لهم تاريخ طويل، على الرغم من أن عددهم فيها حاليا في تناقص، وهم إلى جانب الأرمن في سوريا ولبنان وأوروبا وأستراليا وروسيا يشكّلون أرمن المهجر اليوم.

## الهجرة إلى مصر

### قبل مذابح الأرمن، هجرة طوعية
وجود الأرمن في مصر جيد التوثيق، كما نجد في العصر العباسي أن شجاعة الأمير الأرمني علي بن يحيى الذي كان محنكا في «فن الحرب» كما امتدحه المؤرخ الوسيط ابن تغربردي.

#### العصر الفاطمي
كان هذا زمن ازدهار للأرمن الذين تمتع مجتمعهم في مصر بحريات تجارية وثقافية ودينية، فزادت أعدادهم بتوافد المزيد منهم من سورية وسائر الشام هروبا من تقدم السلاجقة المستمر ناحية الغرب في النصف الثاني من القرن الحادي عشر.
أما في مصــر فتولّى منهم الوزارة بهرام الأرمني الذي جاء في عهده هجرة الأرمن وصل عددهم إلى 120 ألفاً وتولي في آخر عهد الدولة الفاطمية الوزير بدر الدين الجمالي الأرميني الأصــل الذي جدد بناء أسوار القاهرة بأبوابها الشهبــرة الفتوح والنصــر شمالاً والمتولي (زويــلة) جنوباً.

#### العصر المملوكي
أُسر آلاف من صغار وشباب الأرمن إبان غزو مملكة كيليكيا ما بين عامي 1266 و1375، وجلبوا إلى مصر كعبيد مملوكين، فشُغِّلوا في الزراعة والحِرَف. واقتيد الصغار منهم إلى معسكرات الجند ليدربوا حسب التقليد المملوكي وعملوا فيما بعد في الجيش والقصر[بحاجة لمصدر].
في بداية القرن الرابع عشر حدث انشقاق في الكنيسة الأرمنية مما استدعى البطريرك سارجيس المقدسي إلى استصدار فرمان من السلطان الملك الناصر ليدخل الأرمن المقيمين في الأراضي التي يحكمها المماليك تحت سلطة بطريرك الأرمن في القدس، كما يذكر المؤرخ أرمن كريديان، كما سُمح للأرمن المنشقين الذين جاؤوا بممارسة شعائر دينهم بحرية، وكانت سلطة البطريرك على المجتمع الأرمني واسعة، كما أمدت الكنائس ومن يخدمونها بالتبرعات السخية للرعية.
بداية السلطنة المملوكية في مصــر والشــام كانت باعتلاء شجر الدر لعرش مصــر كأول سلاطين العصــر المملوكي وتلقّبت بالسلطانة شجــر الدر الصالحية المستعصمية أم خليل وصكتها على العملة ودعي لها على المنابر حتى تم انتصـار الجيوش المصرية على الفرنسيين في معركة المنصورة وأُسر ملكهم لويس التاسع

#### عصر محمد علي

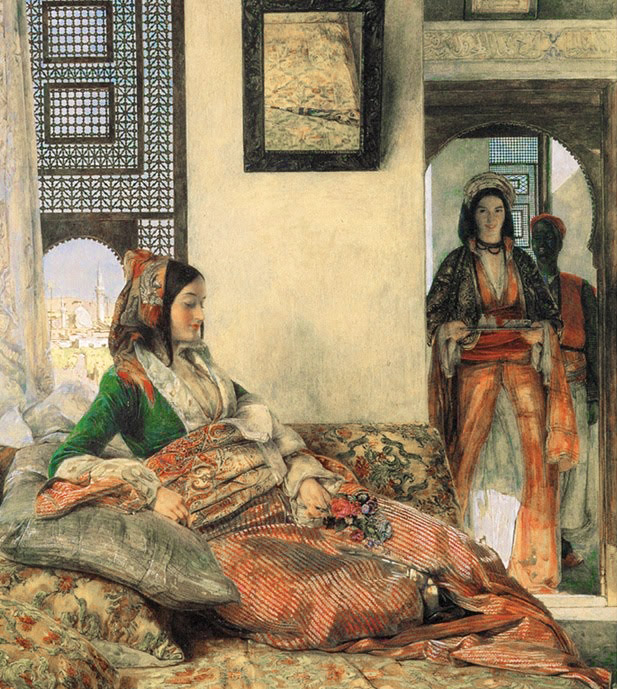
رسمة لسيدة أرمينية في القاهرة عام 1855

شهد عصر محمد علي باشا (1805-1849) وفُودا واسع النطاق للأرمن إلى مصر، حيث استعان بهم محمد علي في وظائف حكومته لأنهم كانوا أكثر معرفة باللغات وأمور الصيرفة والنظم الأوربية من المصريين في ذلك الوقت، كما شهد عصر محمد علي بناء كنيستين للأرمن، واحدة للأرمن الأرثوذكس والأخرى للأرمن الكاثوليك.
كان بوغوس يوسفيان (1768-1844) بنكيا أرمنيا ورجل تجارة كما كان مسؤولا عن ديوان التجارة عام 1819 إلى جانب إدارة أعمال تجارية أخرى لمحمد علي.
في 1876 تولى الأرمني نوبار نوباريان (1825-1899) منصب أول رئيس وزراء في تاريخ مصر الحديثة. بلغ تعداد الأرمن في مصر عام 1917 12,854[بحاجة لمصدر].

### بعد مذابح الأرمن، هجرة قسرية

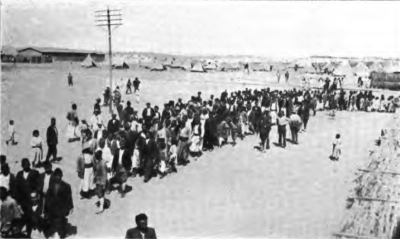
مخيم اللأجئين الأرمن في بورسعيد 1919

تعتبر مذابح الأرمن التي بدأت في 24 أبريل 1915 علامة فارقة في تاريخ الجالية الأرمنية في مصر التي تلقت أعدادا كبيرة من اللاجئين من المذابح العرقية التي قام بها جيش العثمانيين[بحاجة لمصدر]، فزادت أعدادهم في مصر حتى وصلت ذروتها فيما يظهره إحصاء 1927 من أن عددهم كان 17,188 يتركز أغلبهم في القاهرة والإسكندرية (الإمام، 1999 و2003)، تمكن الأرمن من التوافق مع حياتهم.
بنهاية القرن التاسع عشر كانت الجاليات الأرمنية خارج الإمبراطوريتين العثمانية والروسية قد اندمجت في مجتمعاتها وتم تمثيلها دينيا وثقافيا، فيما عدا في مصر وإيران.

### بعد ثورة 1952
بعد ثورة الجيش في 1952 وانتهاء الملكية وتزايد التوجه الاشتراكي للنخبة الحاكمة آنذاك وبالذات من بعد 1956 بتشريع حزمة من القوانين الاشتراكية وبدأ تأميم المؤسسات الخاصة ونزع الملكيات، وفي ظل حقيقة أن أغلب الأرمن في ذلك الوقت كانوا يعملون في القطاع الخاص ويملكون أعمالهم ومؤسساتهم التجارية من مختلف الأحجام ويحتكرون حرفا وأنشطة تجارية معينة، كان تأثير السياسات والتشريعات المستجدة عليهم كبيرا، ورأى كثيرون منهم أنهم مهددين فآثر كثيرون منهم الهجرة إلى الغرب، مما أدّى إلى تناقص أعداد الأرمن في مصر منذ ذلك الوقت.

## جغرافية الجالية الأرمنية
إبان 1950 تواجد أكثر من نصف الأرمن في الأماكن المكتظة في قلب العاصمة بالقرب من كنائسهم ومدارسهم ونواديهم وأسواقهم، فاعتبرت منطقتا بين السورين ودرب الجنينة منطقتين أرمنيتين في النصف الأول من القرن العشرين، بينما في النصف الثاني من القرن العشرين بدأ الأرمن ينتقلون للسكن في ضواحي مدينة القاهرة مثل هليوبوليس والنزهة والمعادي وحلوان، وتعتبر هليوبوليس حاليا مكان تركز أغلب الأرمن في القاهرة.

## الأرمن اليوم
مُعظم الأرمن المصريين المقيمين في مصر حاليا مولودون فيها ومواطنين مصريين، وبالنسبة لهم فأرمينيا ليست سوى تراث فلكلوري وممارسات ثقافية يسلمها كل جيل للجيل الذي يليه، فالأرمن مصريون كاملون مع إرث ثقافي إضافي، وتوجد حاليا جالية صغيرة عددها حوالي 8,000 نسمة تعيش في القاهرة والإسكندرية (قبيل 1952 كان عددهم 60,000 في مصر).
تعمل اليوم مؤسسات مثل النوادي والمدارس على تأصير الروابط بين الأرمن المصريين والمحافظة على تراث أجدادهم، كما تلعب الكنيسة الأرمنية دورا هاما في ذلك، وبالرغم من هذه الجهود فإن كثيرا من الأرمن المصريين من الأجيال الأصغر (وهم في الغالب نتيجة زيجات بين الأرمن وغيرهم من المصريين، سواء مسلمين أو مسيحيين) لايتحدثون اللغة الأرمنية أو يذهبون إلى المدارس الأرمنية وليسوا على اتصال بمجتمع الأرمن. وعلى غير الجاليات الأرمنية في سورية ولبنان فإن الأرمن المصريين لاينخرطون في السياسة الداخلية، مثلهم مثل معظم المجتمع المصري حاليا الذي انكمشت مشاركته السياسية تدريجيا منذ الربع الأخير من القرن العشرين.
تُعتبر الكنيسة الأرمنية في مصر وهي تحت رئاسة المقدس إتشميادزين، الحافظ لممتلكات الأرمن في مصر من ضيع وعقارات وأراضي زراعية وقفت لها عبر أجيال من العمل الخيري.

## سوق العمل
يعمل الأرمن في مصر في القطاع الخاص كرجال أعمال ناجحين وحرفيين مهرة (خصوصا كصائغين) وأطباء (فيما مضى). منذ بداية القرن التاسع عشر توافد الأرمن على مصر جالبين مهارات في مجال الأعمال والتجارة واللغات الأجنبية.

## الثقافة
تدير الجالية الأرمنية مؤسستين خيريتين هما اتحاد الصليب الأحمر الأرمني والإتحاد الخيري الأرمني ، ومؤسسة ثقافية هي اتحاد هوسابير الثقافي، وللجالية أربع نوادي اجتماعية في القاهرة واثنان في الإسكندرية بالإضافة إلى ثلاث نوادي رياضية في القاهرة واثنان في الإسكندرية. كما تدير أيضا ملجأ للكبار وأنشطة متنوعة للصغار تشمل فريقا للرقص هو زانكزور وكورالا هو زيڤارتنوتس وكورلا للأطفال هو دزاغجسدان.

## الصحافة
تصدر اليوم صحيفتان يوميتان ومطبوعة أسبوعية باللغة الأرمنية، صحيفة هوسابير اليومية التي ملكها حزب الطاشناق تأسست عام 1913، والصحيفة اليومية أريڤ التي أسسها حزب رامجاڤار عام 1915، بينما المطبوعة الأسبوعية تشاهاجير أسسها حزب الهنشاق عام 1948.

## المدارس والمعاهد
تأسست أول مدرسة أرمنية في مصر عام 1818 وهي مدرسة يغيازاريان الدينية في منطقة بين السورين ونقلت عام 1854 إلى درب الجنينة وتغيّر اسمها إلى خورنيان على اسم المؤرخ الأرمني موڤسيس خوريناتسي، وفي عام 1904 نقل رجل الأعمال بوغوس نوبار المدرسة إلى بولاق، وفي 1907 أسس مدرسة كالوسديان ڤارجان الأرمنية التي ضمت أيضا روضة أطفال والتي بقي منها اليوم مبنى واحد وساحة في شارع الجلاء في وسط القاهرة.
أسس ثاني المدارس الأرمنية في مصر في 1890 بوغوس يوسفيان في الإسكندرية. أحدث المدارس هي المدرسة الأرمنية في هليوبوليس التي تأسست عام 1925 بتبرع من بوغوس نوبار.
تدعم الكنيسة الأرمنية في مصر ست مدارس جزئيا، كما تمكن لخريجي المدارس الأرمنية الالتحاق بالجامعة المصرية بعد اجتياز اختبار الثانوية العامة.

## الكنيسة

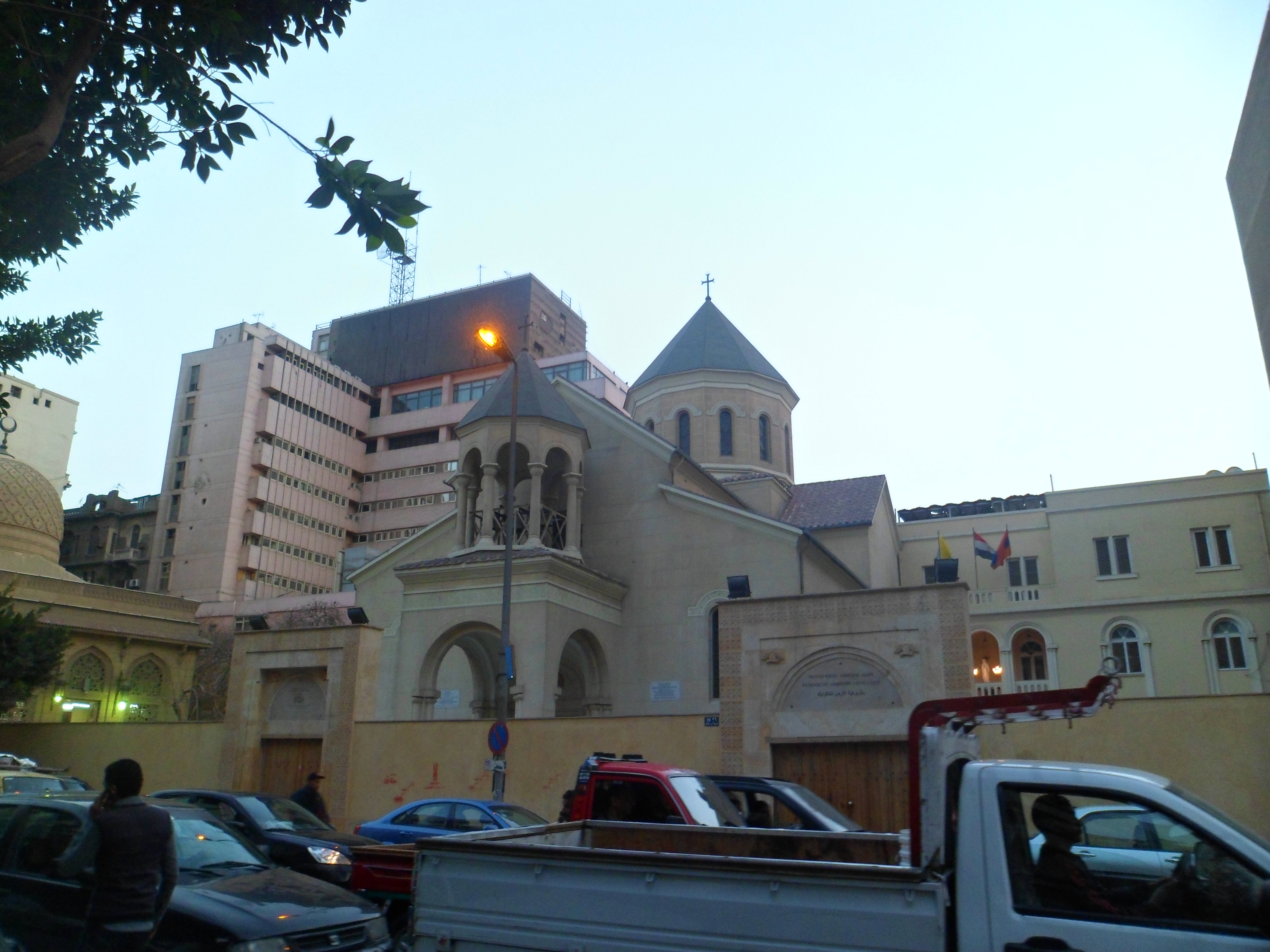
بطريركية الأرمن الكاثوليك بوسط البلد، القاهرة.

الأرمن المصريون إما أرثوذكس (جريجوريون) أو كاثوليك وهم يشكلون أغلبية الأرمن المصريين، توجد أربع كنائس في القاهرة وواحدة في الإسكندرية:
- بطريركية الأرمن الكاثوليك.
- كنيسة القديس جريجوري المنور الرسولية.
- كنيسة سورب كريكور لوساڤوريتش الرسولية.
- كنيسة القديسة تريز الكاثوليكية.

## مشاهير الأرمن المصريين
- نوبار باشا - سياسي وأول رئيس للوزراء.
- بوغوص باشا نوبار - رجل أعمال.
- بوغوص يوسفيان (1768-1844).
- ألكسندر صاروخان (1898-1977) رسام كاريكاتير.
- فان ليو (1921 ـ 2002): مصور فوتوغرافي.
- أنوشكا - مغنية.
- أوهان هاجوب جستنيان - صانع كاميرات وأدوات تصوير.
- فيروز (أرتين كالفايان) - ممثلة.
- لبلبة (نونيا كوبليان) - ممثلة ومغنية.
- نيللى بطلة فوازير مصرية - الأصل من الأرمن.
- ماتوسيان أشهر مصانع السجائر في مصر

## رواط خارجية
- الأرمن في المهجر
- رابطة الأرمن المصريين